# 武者小路縁光
武者小路縁光（むしゃのこうじ よりみつ、嘉吉元年（1441年） - 大永4年（1524年）8月24日)は、室町時代中期の公卿。初名は武者小路種光。別名は日野縁光。
和歌集「新菟玖波集」の作者。

## 官歴
- 時期不明：蔵人頭、右中弁、正四位上
- 文明2年（1470年）：参議
- 文明5年（1473年）：従三位
- 文明7年（1475年）：讃岐権守
- 文明8年（1476年）：正三位
- 文明11年（1479年）：権中納言
- 明応元年（1492年）：正二位
- 永正10年（1513年）：権大納言
- 永正12年（1515年）：従一位

## 系譜
- 父：武者小路隆光
- 姉妹：足利政知室
- 子：武者小路資茂